# Doryanthes excelsa
Doryanthes excelsa är en enhjärtbladig växtart som beskrevs av Corrêa. Doryanthes excelsa ingår i släktet Doryanthes och familjen Doryanthaceae. Inga underarter finns listade i Catalogue of Life.

## Bildgalleri

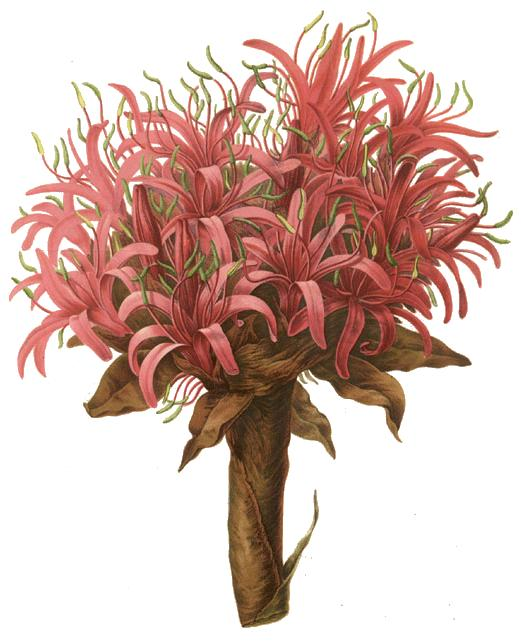
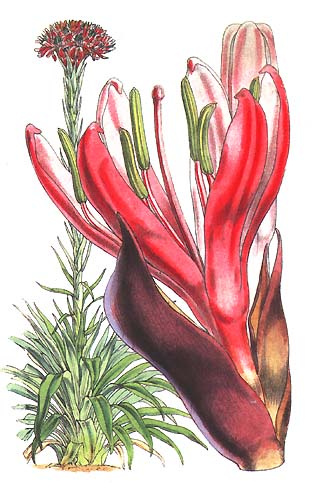
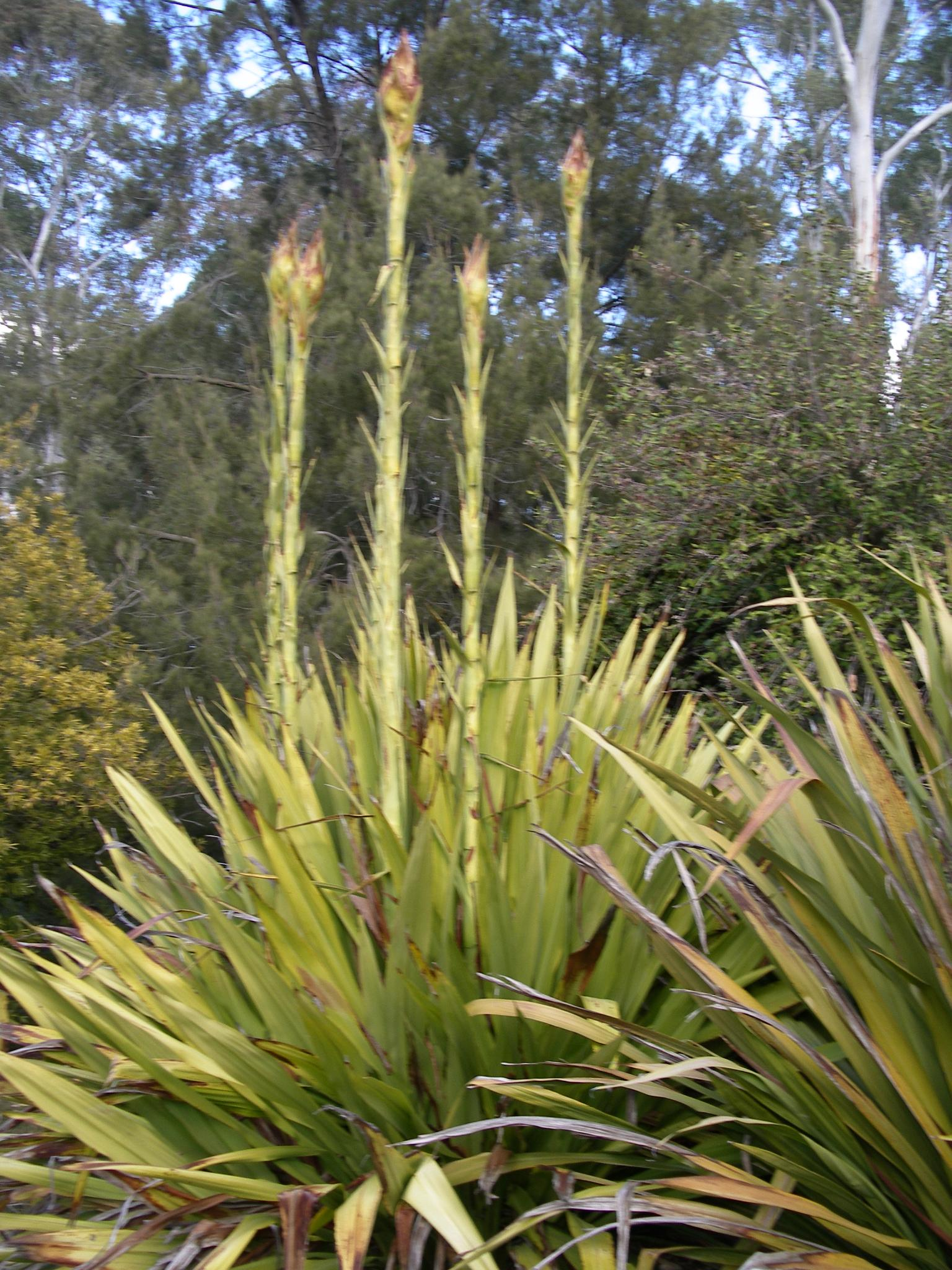
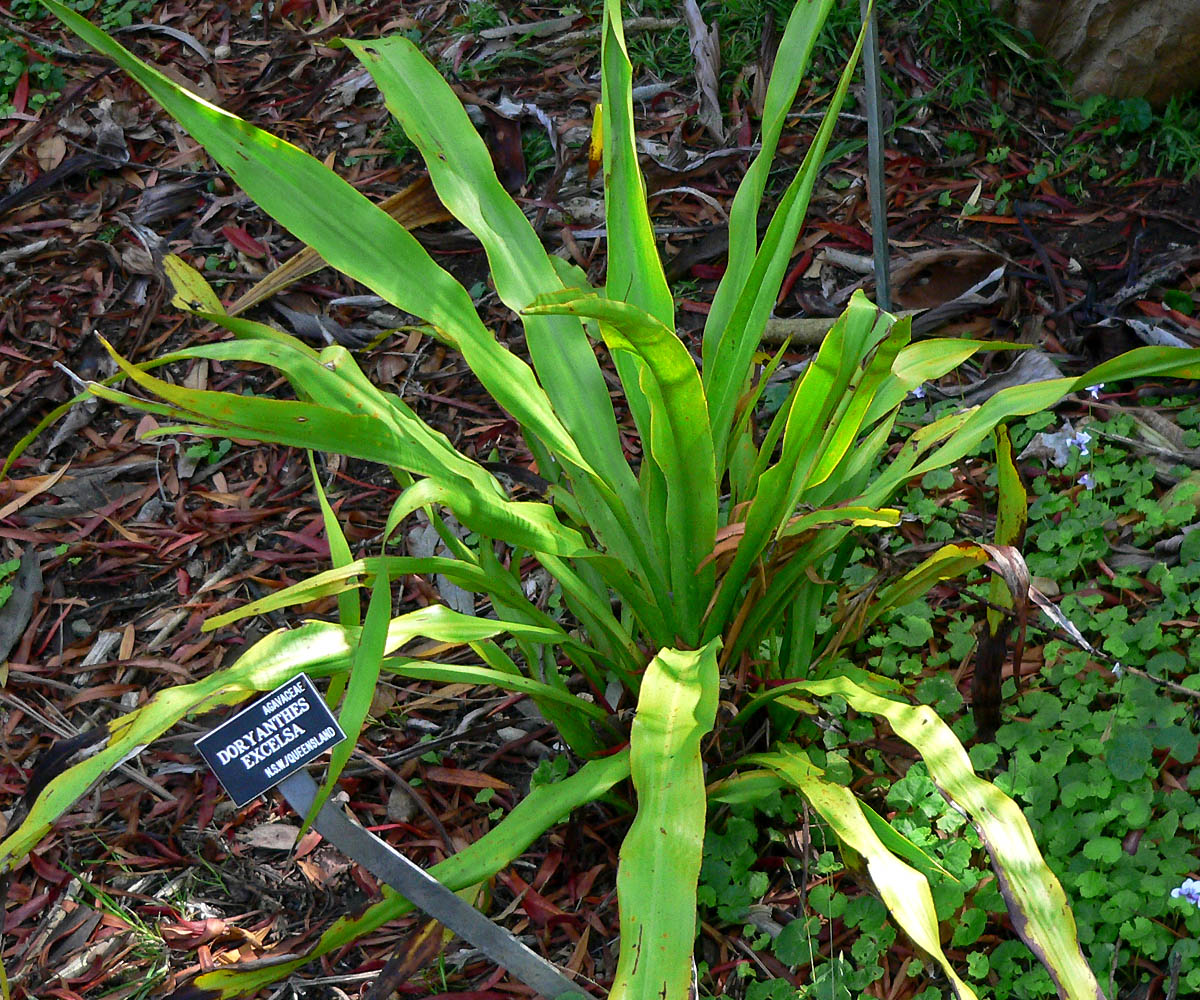
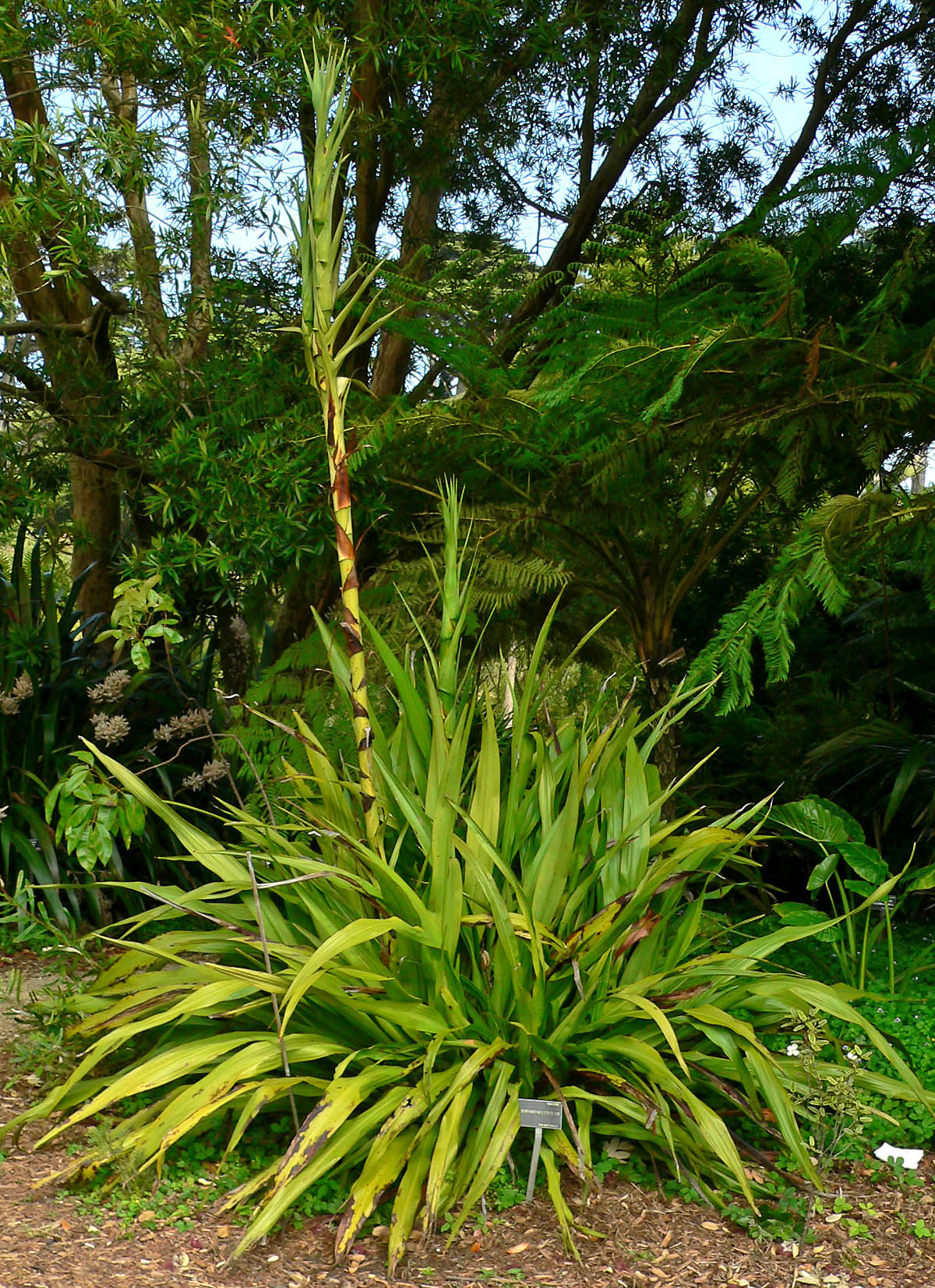
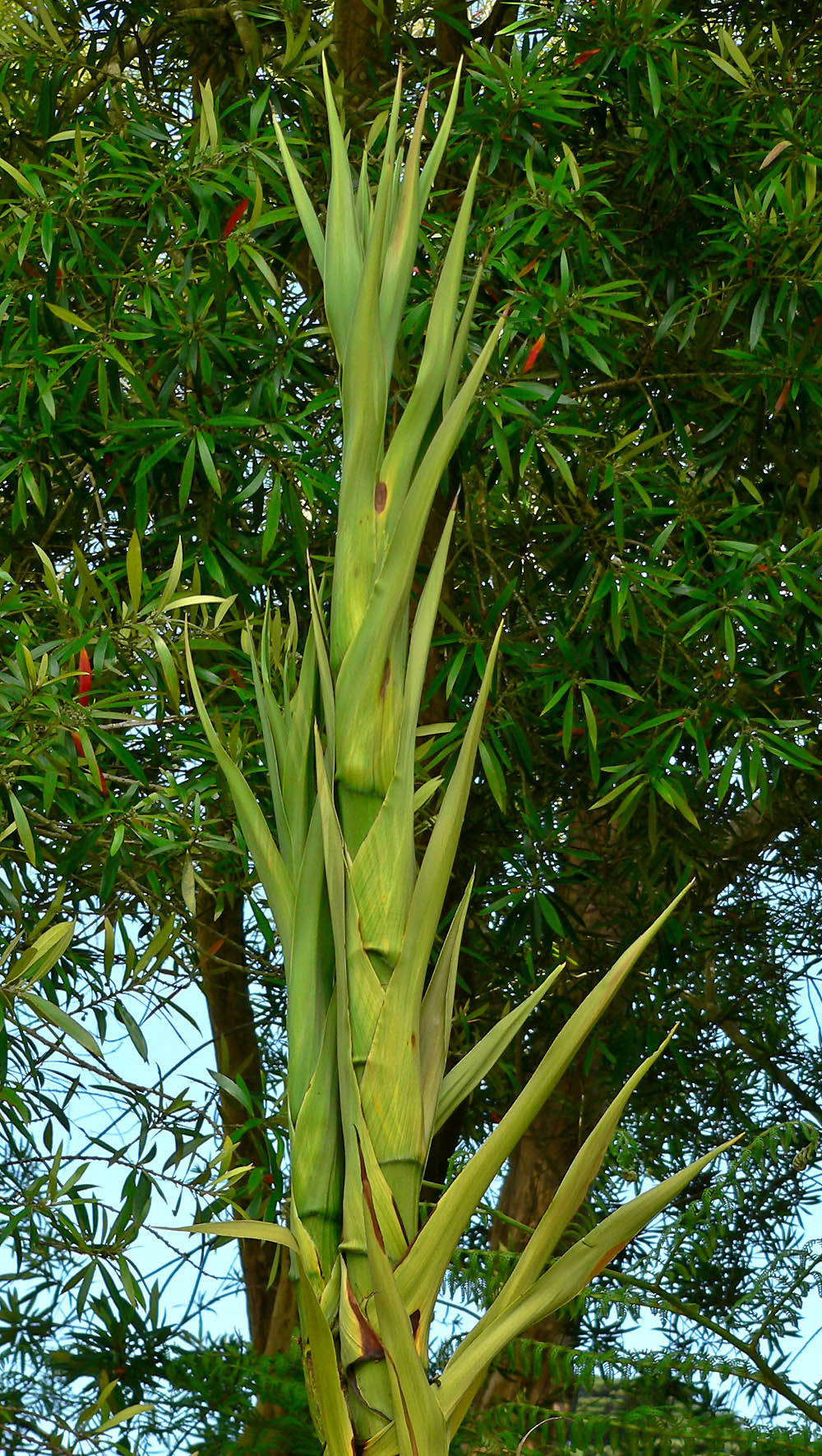